# Йорданка Белева
Йорданка (Дана) Иванова Белева е българска поетеса и писателка.

## Биография
Завършва българска филология в Шуменския университет „Епископ Константин Преславски“ (2001), а по-късно и библиотечен мениджмънт (2010). Доктор по библиотечно-информационни науки с дисертация на тема „Сравнителен анализ на парламентарните библиотеки в Европейския съюз и възможностите за единна информационна система“ (2015).
Двукратен лауреат на националния конкурс „Веселин Ханчев“ – специалната награда на конкурса (1999) и първа награда (2001). Печелила е награди от Националния студентски конкурс в Шумен (1997, 1999, 2000), конкурса в рамките на Европейски месец на културата (Пловдив, 1999), Националния литературен конкурс по повод 150 г. от рождението на Иван Вазов (2000), конкурса „Яворови дни“ (Поморие, 2002) и награда на името на Рашко Сугарев (2005). Номинирана е в националните конкурси за книга с поезия „Иван Николов“ (2012, 2017) и „Христо Фотев“ (2014, 2018).. През 2018 г. книгата ѝ „Кедер“ е номинирана за наградите на Национален клуб „Перото“ и за книга на годината на верига книжарници „Хеликон“.
През 2020 г. Йорданка Белева печели трета награда от първото издание на Национален конкурс "Йордан Радичков" за книгата си "Кедер".
Автор е на стихосбирките „Пеньоари и ладии“ (2002), „Ѝ“ (2012) и „Пропуснатият момент“ (2017), на сборниците с къси разкази „Надморската височина на любовта“ (2011), „Ключове“ (2015), „Кедер“ (2018). През 2021 г. излиза дебютната ѝ книга за деца "Баба Дрямка" с илюстрации от Иво Рафаилов.  Нейни текстове са преведени на английски, немски, френски, хърватски, арабски, италиански, испански и македонски език. Един от нейните разкази - „Внукът на човекоядката" - е включен в сборника „Първите 20: Подбрани разкази от първите години на XXI век" (2020) съставен от Александър Шпатов и издаден от ИК „Сиела".
Член е на българския П.Е.Н. център.
За последната си книга с кратки разкази "Таралежите излизат през нощта" Йорданка Белева спечели Националната литературна награда на името на Йордан Радичков през 2022 г.
Омъжена е за Иво Рафаилов – поет, дизайнер, фотограф и художник, с който съвместно написват детската книжка „Баба Дрямка" (2021) издадена от ИК „Жанет 45". Книгата е посветена на дъщеря им Мера. 
Живее в София. 

## Произведения

### Стихосбирки
- „Пеньоари и ладии" (2002)
- „Ѝ" (2012)
- „Пропуснатият момент" (2017)
- „Централна емисия" (2024)

### Сборници с разкази
- „Надморската височина на любовта" (2011)
- „Ключове" (2015)
- „Кедер" (2018)
- "Таралежите излизат през нощта" ( 2022)

### Разкази
- „Внукът на човекоядката"

### Книги за деца
- "Баба Дрямка" (2021)

### Книги на други езици
● „Ќедер“ (2019), Скопие, изд. "Блесок"
● Der verpasste Moment, (2021), Берлин, изд. eta Verlag
● Keder, (2024), Турция, изд. Metis

### Филми по разкази на Йорданка Белева
- „Внукът на човекоядката“, 2019 г., 16 минути | Късометражен

режисьор: Десислава Николова-Беседин.  
В ролите: Никола Владимиров, Александър Статков, Стефка Янорова, Гергана Плетньова, Асен Блатечки. 
- „Семеен портрет на чернозема", 2024 г., | Късометражен, анимация

режисьор: Иван Попов-Заека.
- „Денят, в който тя ще се роди", 2024 г., | Късометражен, игрален

режисьор: Емил Спахийски.
В ролите: Пламена Гетова, Ириней Константинов, Юлиян Костов, Мирела Илиева.
- „Двама", 2024 г., 14 минути, | Късометражен, игрален

режисьор: Симона Евстатиева.
В ролите: Павел Поппандов, Меглена Караламбова, Ясен Атанасов и Елеонора Иванова.